# Anne Dorr
Anne Dorr, née le 22 avril 1964 à Saint-Avold, est une autrice réalisatrice de télévision. française. 

## Biographie
Elle passe son enfance entre Forbach, le Nord de la France d’où sa mère est originaire, et le Var où habitent ses grands-parents, département qui va devenir son département de cœur.
A 16 ans, alors qu’elle est en classe de première au Lycée, elle travaille comme poursuiteuse au grand chapiteau du Printemps de Bourges. C’est là que va naître sa passion pour le spectacle vivant et les artistes.
En 1986, elle entre comme stagiaire scripte à Canal + sur les émissions de direct, se passionne pour ce genre où elle retrouve l’adrénaline du spectacle vivant. Elle participe en plein cœur à l’essor des nouvelles chaînes, la 5, la 6, et plus tard, Arte.
En 1991, elle devient réalisatrice de télévision sur un jeu pour enfants, En route pour l'aventure (la 5ème). Elle enchainera avec entre autres : Fa si la Chanter (France 3) Fort Boyard(France 2) Dance Machine (M6), Premiers rendez-vous (France 2). Elle a reçu deux disques d'or à cette époque pour Dance Machine.
Elle s’engage aussi sur différents combats concernant les droits des enfants jusqu’à écrire et réaliser en 1999, un prime time: Un enfant, ça compte énormément (France 2).
Elle a reçu deux Disques d'or à cette époque pour Dance machine.
Parallèlement, elle cherche à s’ouvrir vers d’autres genres comme le documentaire. Son premier documentaire est un portrait de Salvatore Adamo.
En 2013, elle reçoit le Grand-Prix Sacem auteur-réalisateur de l’audiovisuel,.
En 2016, elle crée sa société de production Colibri & Ganesha.
En 2018, elle crée son association Question de Cœur qui a vocation à porter des évènements culturels à but humaniste.
Elle entre au Conseil d’Administration de la SACEM en juin 2020 jusqu'en juin 2025 dans le collège Auteur- réalisateur .
En 2020, après la tempête Alex qui a ravagé les 3 vallées de l’arrière pays de Nice, elle s’engage avec l’association A Souceta Brienca pour mettre en place le festival des Voix et des Merveilles au profil de la reconstitution du village. Elle en écrira un recueil de témoignage : La tempête Alex, un pont sur le futur .
De 2022 à 2025, elle est membre du conseil d'administration de l'association Comité du Coeur, qui a pour vocation de venir en aide aux auteurs et compositeurs, membres de la SACEM, qui rencontrent de graves difficultés.

## Réalisations

### Clips
- Jacques Higelin
- Hubert Félix Thiefaine
- Les Poubelles Boys
- Words Apart
- Paroles de Farfelus

### Concerts
- Hubert Félix Thiéfaine
- Les Poubelles boys
- Words Apart
- Salvatore Adamo
- Concerts-tournées d’été M6
- Captations du Cirque de Massy

### Jeux et divertissements TV
- En route pour l’aventure (Jeu pour enfants )
- Pas de panique (Jeu pour enfants )
- Concourt OK Magazine (Divertissement)
- Fa si la chanter (Jeu musical également en prime time)
- La classe (Divertissement )
- La roue de la fortune (Jeu)
- Une famille en or (Jeu)
- Fort Boyard[1] (Jeu prime time )
- Dance machine (Variétés)
- The Dôme (Variétés)
- Que la musique commence (Prime time )
- Un enfant, ça compte énormément (Prime time )
- C’est l’été (Divertissement)
- La cible (Jeu)

### Magazines TV
- Femme, femmes
- 1er Rendez-vous
- Le Bateau Livres
- Rive droite rive gauche
- La grande librairie

### Documentaires
- L’art et la Manière
- Franco Dragone: Le rêve
- Les pompiers du GRIMP : Sauver ou périr
- Salvatore Adamo - Célèbre et méconnu
- Horizons lointains: le Canada
- Horizons lointains: le Portugal
- Salvatore Adamo, Vous permettez Monsieur[7]
- Au cœur du fest’Napuan
- Gilbert Montagné, Le visionnaire[8],[9],[10]
- Fraternité, sur les pistes de l’outre-mer[11]
- Festival Transboréal[12]
- Goldenberg Garbowska et la cité des aveugles[13],[14],[15]
- Claude Garrandes, le sculpteur d’étoiles